# Aedes gracilelineatus
Aedes gracilelineatus är en tvåvingeart som beskrevs av Bonne-wepster 1937. Aedes gracilelineatus ingår i släktet Aedes och familjen stickmyggor. Inga underarter finns listade i Catalogue of Life.